# بركان كوباهو
كوباهو (بالإنجليزية: Copahue) تعني "المياه الكبريتية"، وهو بركان طبقي في جبال الأنديز على حدود منطقة بيو بيو، شيلي ومقاطعة نيوكوين، الأرجنتين. هناك تسع حفر بركانية على طول خط طوله 2 كم (1.2 ميل)، أقصى شرق منها تاريخياً هو الأكثر نشاطًا، وتحتوي على بحيرة فوهة بركان بعرض 300 متر (1000 قدم) مع درجة حموضة تتراوح بين 0.18 و 0.30. أدت الإنفجارات من بحيرة فوهة البركان إلى إخراج صخور الحمم البركانية وشظايا الكبريت السائل المبردة. على الرغم من إفراغ البحيرة خلال ثوران عام 2000، إلا أنها عادت لاحقًا إلى مستوياتها السابقة.